# Craniophora illuminata
Craniophora illuminata là một loài bướm đêm trong họ Noctuidae.